# 尼科洛·坎普里亚尼
尼科洛·坎普里亚尼（Niccolò Campriani，1987年11月6日—），意大利射击运动员。2008年曾参加北京奥运会男子10米空气步枪比赛、男子50米步槍臥射和男子50米步枪三姿比赛，分别获得第12名、第38名、第39名。2012年，在伦敦奥运会10米空气步枪比赛中，以701.5环的成绩获得亚军。而在50米步枪三姿的比赛中，以1278.5环的成绩打破由莱蒙德·德贝维奇保持的奥运会纪录，获得该届赛事的冠军。在2016年里約熱內盧奧運會，他成功衛冕5米步槍三姿金牌；在10米空氣步槍項目，2012年奧運會只能屈居亞軍他以0.3環之差擊敗謝爾蓋·卡緬斯基奪得金牌

## 奥运会成绩
| 奥运会       | 2008年        | 2012年                             | 2016年                        |
| ------------ | ------------- | ---------------------------------- | ----------------------------- |
| 50米步枪三姿 | 1153环 第39名 | 冠军 · 1278.5环 · 打破原奥运会纪录 | 冠军 · 458.8环 · 新奧运会纪录 |
| 10米气步枪   | 594环 第12名  | 亚军 · 701.5环                     | 冠军 · 206.1環 · 新奧运会纪录 |
| 50米步枪卧射 | 588环 第38名  | 697.6环 第8名                      | 102.8環 第7名                 |